# Judenhäuser in der Stadt Braunschweig
Judenhäuser in der Stadt Braunschweig waren Wohnhäuser in Braunschweig, die 1939, während der Zeit des Nationalsozialismus, von der Gestapo nach nationalsozialistischem Sprachgebrauch und in der NS-Propaganda als „Judenhäuser“ deklariert wurden und in die Juden zwangsweise einquartiert wurden. Die Gebäude waren außen deutlich als „Judenhäuser“ gekennzeichnet und wurden von der Gestapo überwacht. Die letzten jüdischen Bewohner dieser Häuser wurden Mitte 1943 deportiert. Die Mehrheit wurde zunächst in Ghettos transportiert. Diejenigen, die dort überlebten, wurden in der Regel später in Vernichtungslagern ermordet. Zwei Deportationszüge endeten direkt in Auschwitz.

## Vorgeschichte
Per Verordnung über den Einsatz des jüdischen Vermögens (RGBl. I, S. 1709) vom 3. Dezember 1938 zwang der NS-Staat jüdische Hauseigentümer ihre Immobilien, meist unter Marktwert, an „Arier“ zu verkaufen. Ziel dabei war einerseits die pseudo-rechtsstaatliche Übertragung jüdischen Eigentums an Deutsche und andererseits die zentrale Zusammenfassung von Juden und deren bessere Kontrolle durch NS-Organe. Darüber hinaus wurde Wohnraum für Deutsche frei, da die Juden in den Judenhäusern unter äußerst beschränkten Wohnraumverhältnissen leben mussten.
Mit dem Gesetz über Mietverhältnisse mit Juden (RGBl. I, S. 864) vom 30. April 1939 wurde der bis dahin auch noch für Juden geltende Mieterschutz de facto aufgehoben. Hatten „jüdische“ Hauseigentümer „arische“ Mieter, so konnten diese weiterhin in den Häusern wohnen. Beamte wurde allerdings gedrängt, aus solchen Häusern auszuziehen.
In Braunschweig bedeutete dies, dass Juden zwangsweise in Häuser umgesiedelt wurden, deren jüdische Eigentümer gezwungen worden waren, ihre Immobilien an das Deutsche Reich zu verkaufen. Über den festgelegten Verkaufserlös konnten sie nicht frei verfügen. Der Verkauf und die grundbuchliche Eintragung verzögerte sich insbesondere dann, wenn eine Erbengemeinschaft als Eigentümer verzeichnet war, sodass es noch 1942 mehrere jüdische Hausbesitzer in Braunschweig gab. Entgegen „üblichen“ Gepflogenheiten in anderen Enteignungsfällen ergibt sich aus der Aktenlage in Braunschweig nicht, dass sich NS-Größen, wie Dietrich Klagges, von 1933 bis 1945 ernannter NS-Ministerpräsident des Freistaates Braunschweig, Friedrich Alpers, Braunschweigischer Finanz- und Justizminister sowie Friedrich Jeckeln, Führer der Gestapo, der Landespolizei und Kommandeur der Schutzpolizei in Braunschweig, an jüdischem Eigentum bereicherten.
Bei „Machtübernahme“ der Nationalsozialisten 1933 waren ca. 1.100 Juden in der Stadt gemeldet. 1941 sollen sich – auf Grundlage der am 17. Mai 1939 von der Gestapo durchgeführten Volkszählung – nur noch 226, nach Sprachgebrauch der Nürnberger Gesetze, „Volljuden“ und 114 jüdische „Mischlinge 1. Grades“ in der Stadt befunden haben. Zum Zeitpunkt der Übergabe der Stadt Braunschweig am 12. April 1945 sollen es nur noch elf gewesen sein.

## Die „Judenhäuser“ in Braunschweig und das Schicksal ihrer letzten Bewohner
In Braunschweig gab es – je nach Quellenlage – sieben, acht oder neun „Judenhäuser“, von denen nur die beiden Häuser Ferdinandstraße 9 und Hennebergstraße 7 den Zweiten Weltkrieg überstanden haben. Die anderen wurden durch Bombenangriffe zerstört.
In alphabetischer Reihenfolge waren dies die Wohnhäuser:

### Am Gaußberg 1
(⊙)
Eigentümer des mehrstöckigen Wohnhauses waren die Eheleute Anna Landauer, geb. Scheuer (geb. 31. März 1859 in Düsseldorf, gest. 14. März 1943 in Braunschweig) und ihr Ehemann John Landauer (geb. 17. April 1848 in Braunschweig; gest. 15. September 1924, ebd.). John Landauer war Chemiker (1889 wurde er zum Mitglied der Deutschen Akademie der Naturforscher Leopoldina gewählt) und Inhaber der Firma J. Landauer Baumwoll- und Leinenfabrikation, Breite Straße 20. Ihre Tochter Gerda, verheiratete Leyser (geb. 10. Juni 1891; gest. 1943 im Zwangsarbeitslager Trawniki) hatte zwei Töchter: Ellen-Maria (geb. 1919 in Berlin) und Marie-Luise (geb. 1921 in Berlin), die wiederum mit dem Juden Dirk Hoffmann (geb. 1909 in Braunschweig) verheiratet war. Ellen-Maria wanderte am 26. November 1938 nach Großbritannien aus und Marie-Luise 1939 nach Südamerika, wo beide den Krieg überlebten. Ihre Mutter, Gerda Leyser, wurde am 16. März 1943 in das KZ Theresienstadt deportiert und anschließend in das Zwangsarbeitslager Trawniki, wo sich ihre Spur verliert. Sie wurde am 8. Mai 1945 für tot erklärt. Anna Landauer, deren Wohnhaus Am Gaußberg 1 im Jahre 1942 zwangsenteignet wurde, musste daraufhin im Alter von 83 Jahren in das „Judenhaus“ Hagenbrücke 6/7 umziehen. Wenig später beging sie am 14. März 1943, zwei Tage vor ihrer Deportation in das KZ Theresienstadt, Suizid.
Im Haus wohnten ebenfalls Karl Aronsohn, zeitweilig im Vorstand der jüdischen Gemeinde Braunschweig, der 1941 in die USA auswanderte, die verwitwete Ida Berger, geb. Katzenberger (geb. 1862 in Kassel; gest. 1942 im KZ Theresienstadt). Sie zog 1940 in ein jüdisches Altersheim nach Hannover. Von dort wurde sie am 24. Juli 1942 in das KZ Theresienstadt deportiert, wo sie starb. Berta Cohn, geb. Friedland (geb. 31. Mai 1888 in Offenbach am Main, gest. im Warschauer Ghetto oder in einem KZ, am 8. Mai 1945 für tot erklärt), Witwe des 1931 verstorbenen Hugo Cohn. Berta Cohn wurde am 31. März 1942 in das Warschauer Ghetto deportiert. Weitere Bewohner waren: Josef Eichner-Straßler (geb. 13. August 1887 in Oleszyce, Galizien, gest. 12. Dezember 1941 in Braunschweig), Rosa Friedland (geb. unbekannt, gest. entweder im Ghetto Warschau oder im KZ Bergen-Belsen, am 8. Mai 1945 für tot erklärt), Schwester von Berta Cohn, am 31. März 1942 nach Warschau deportiert, wo sich ihre Spur verliert. Henriette Scheyer, geb. Katzenstein (geb. 26. Juni 1861 in Kassel, durch Suizid gest. 1942 im jüdischen Altenheim Hannover), Abraham-Meloch Wolffs (geb. 1872 in Aurich, gest. in einem KZ, am 31. Dezember 1945 für tot erklärt). Wolffs wurde 1942 „nach Osten“ deportiert, wo sich seine Spur verliert. Seine Ehefrau Theodora, geb. Goldbach (geb. 1882 in Altenberge, gest. in einem KZ, am 31. Dezember 1945 für tot erklärt), teilte sein Schicksal.
1941 forderte der Braunschweigische Finanzminister Friedrich Alpers den schnellen Verkauf des Wohnhauses an das Land Braunschweig, um dort ein Kinderheim einrichten zu können. Nach dem erzwungenen Verkauf an das Land kam es jedoch zu einem Streit zwischen dem Land Braunschweig und dem Deutschen Reich, da sich letzteres als „rechtmäßiger“ Eigentümer betrachtete, da es sich um vormals „jüdisches Vermögen“ gehandelt hatte. Nach langem Streit, einigten sich Land und Reich am 30. September 1942 vertraglich, dass das Reich Eigentümer sei.
An der Stelle des während des Bombenangriffes vom 15. Oktober 1944 zerstörten Gebäudes steht heute ein modernes Wohnhaus.

### Ferdinandstraße 9
(⊙)

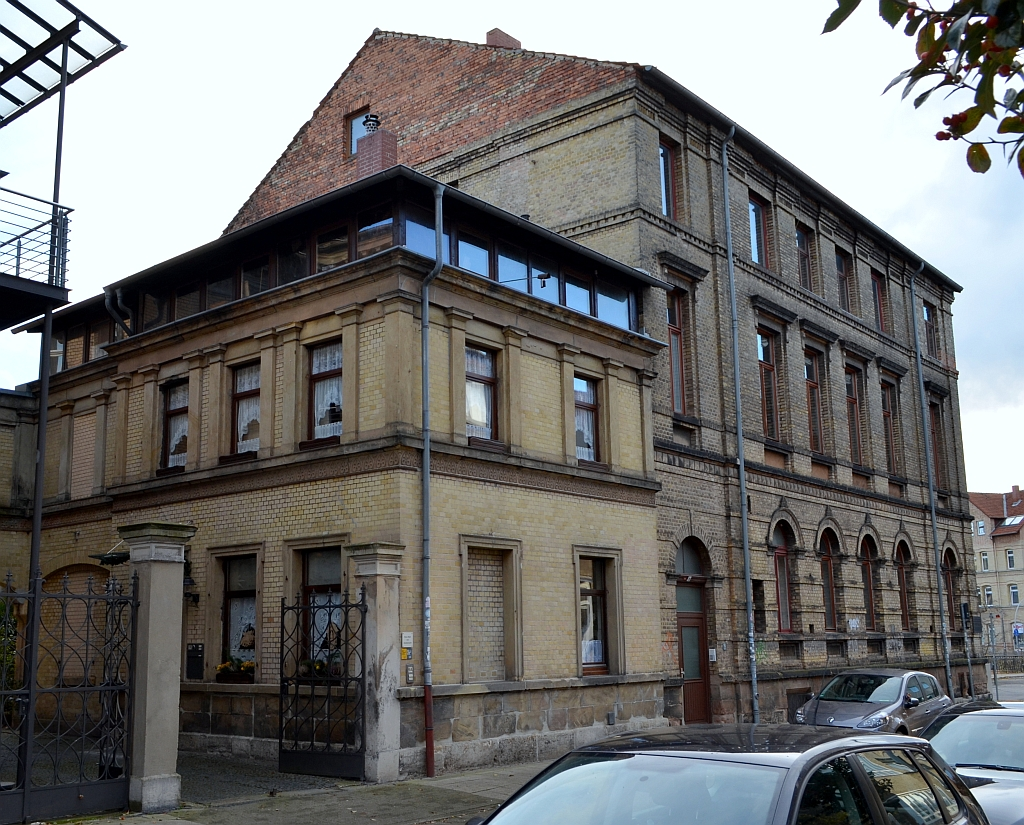
Ehemaliges „Judenhaus“ Ferdinandstraße 9 von Nordosten gesehen (2012)

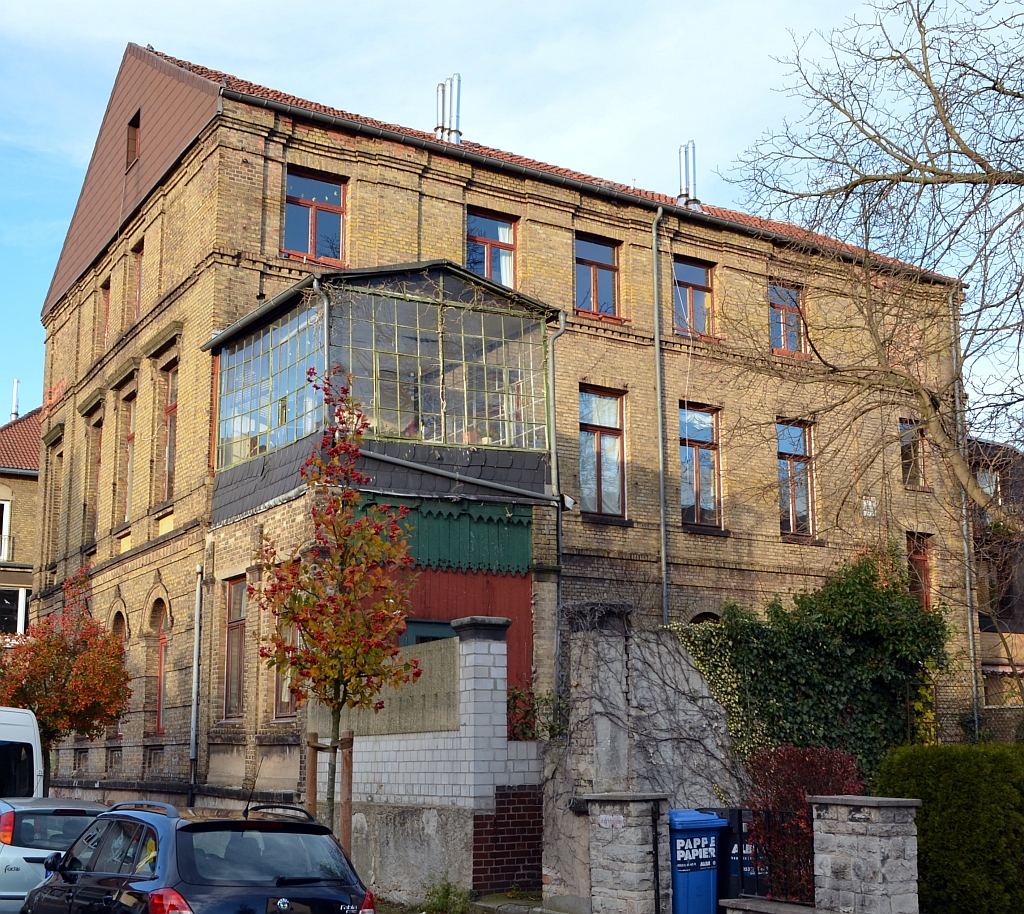
Ferdinandstraße 9 von Südwesten (2012)

Das dreistöckige Wohnhaus mit diversen Anbauten wurde 1876 errichtet und steht noch heute. Der jüdische Arzt Alfred Katzenstein (geb. 1880 in Steinheim, gest. 11. März 1960 in New York) kauft es 1927, um es als Praxis und Wohnung zu nutzen. Katzenstein hatte am Ersten Weltkrieg teilgenommen und war im Reichsbund jüdischer Frontsoldaten, da ihm als „Jude“ die Mitgliedschaft im „Stahlhelm, Bund der Frontsoldaten“ verwehrt wurde. Katzenstein wurde am 10. November 1938, in der Folge der Novemberpogrome 1938 verhaftet und kurzzeitig als sogenannter Aktionsjude im KZ Buchenwald interniert. Nachdem er wohl eine entsprechende Verpflichtungserklärung der Nazis unterschrieben hatte, wurde er frei gelassen und wanderte am 11. August 1939 mit seiner Familie in die USA aus. Seine Ehefrau Grete, geb. Weil (geb. 7. Juni 1889 in Braunschweig) teilte sein Schicksal. Er scheint jedoch das Haus nicht verkauft zu haben, denn noch 1942 war er im Braunschweiger Adressbuch als Eigentümer verzeichnet. Im Adressbuch von 1955 wurden als Eigentümer „Dr. Alfred Katzenstein und Frau in New York“ geführt. Die beiden Söhne, Kurt-Hermann (geb. 24. Mai 1913 in Braunschweig) und Herbert (geb. 1917 in Karlsruhe) emigrierten bereits 1935 bzw. 1934 in die USA.
Bis 1942 wohnten noch einige „arische“ Mieter im Haus, so auch Karl Steinacker, von 1910 bis 1935 Direktor des Braunschweigischen Landesmuseums. Er hatte über 40 Jahre in der zweiten Etage gewohnt, musste allerdings, da er Beamter war, im Alter von 66 Jahren aus dem „Judenhaus“ ausziehen.
Ab 1942 lebten nur noch Juden in der Ferdinandstraße 9, von denen die meisten um die 70 Jahre alt waren. Es waren: Charlotte Hirsch, geb. Heiber (geb. 1910 in Braunschweig), Ehefrau von Fritz (geb. 1900 in Kitzingen) und deren Tochter Marion (geb. 1935 in Braunschweig). Nach Bilzer, Moderhack aus dem Jahre 1966 emigrierten alle drei im November 1940 nach Brasilien, nach Bein 2009, lediglich Mutter und Tochter. Isidor Baron (geb. 20. Januar 1859 in Wieruszów, Polen, gest. 23. Januar 1941 in Braunschweig) und Käthe Ziegelstein, geb. Katzenstein (geb. 7. Mai 1888 in Treysa, gest. 2. Februar 1942 in Braunschweig) sind mit 82 bzw. 54 Jahren im Haus verstorben. 1942/43 wurden in das Warschauer Ghetto oder in das KZ Theresienstadt deportiert: Amalie (geb. 19. Juli 1882 in Wieluń, gest. im Warschauer Ghetto oder in einem KZ, am 8. Mai 1945 für tot erklärt, Tochter von Isidor und Friederike Baron) und ihre Schwester Luise Baron (geb. 15. Mai 1885 in Wieluń, gest. im Warschauer Ghetto oder in einem KZ, am 8. Mai 1945 für tot erklärt), die beide das einzige koshere Restaurant in Braunschweig, in der Steinstraße 2, betrieben. sowie Franziska Deppe, geb. Hirschler (geb. 1882 in Wien, gest. nach dem 16. März 1943 im KZ Theresienstadt), Rosa Falk, geb. Callmann (geb. 1871, gest. im KZ Theresienstadt oder einem anderen KZ), Lina Nachod (geb. 1872 in Leipzig, gest. 1943 im KZ Theresienstadt), Fritz, Sohn von Moses und Rosa Seckels, (geb. 1907 in Aurich, gest. im KZ Theresienstadt oder einem anderen KZ, am 8. Mai 1945 für tot erklärt), Moses (geb. 1857 in Aurich, gest. im KZ Theresienstadt oder einem anderen KZ) und Rosa Seckels, geb. Kleinberger, Ehefrau von Moses (geb. im galizischen Klęczany, gest. im KZ Theresienstadt oder einem anderen KZ, am 8. Mai 1945 für tot erklärt), Anna, geb. Weil (geb. 26. Juli 1880 im westfälischen Steinheim, gest. im Warschauer Ghetto oder in einem KZ) und ihr Bruder Robert Weil (geb. 23. März 1884 in Braunschweig, gest. im Warschauer Ghetto oder in einem KZ), beide Geschwister von Grete Katzenstein, geb. Weil.

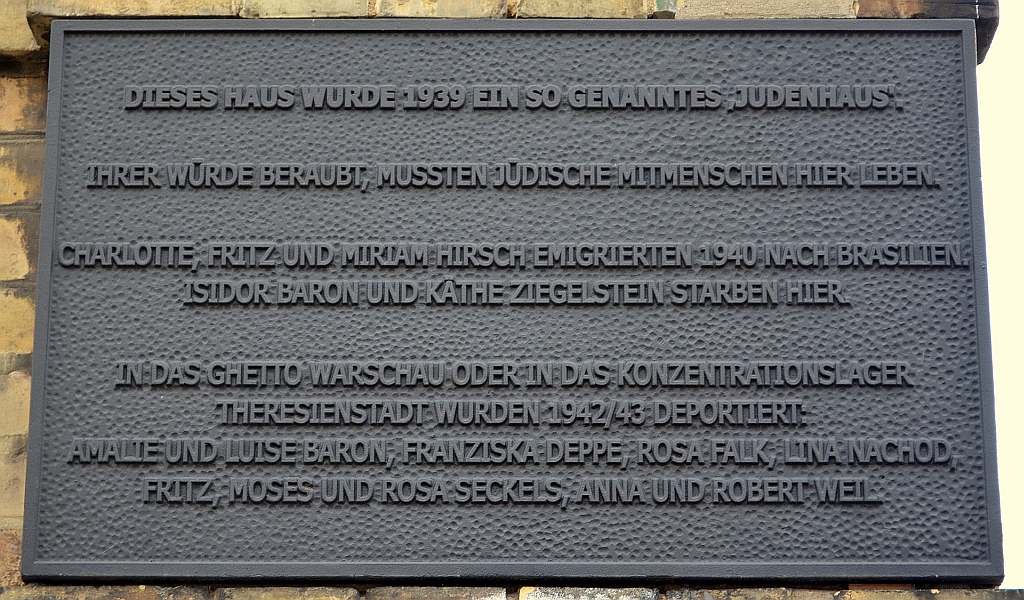
Gedenkplatte von 2010 für die jüdischen Bewohner des ehemaligen „Judenhauses“ Ferdinandstraße 9

2010 wurde eine Gedenktafel mit folgender Aufschrift an der Nordseite des Hauses angebracht:

„Dieses Haus wurde 1939 ein so genanntes ‚Judenhaus’. / Ihrer Würde beraubt, mussten jüdische Mitmenschen hier leben. / Charlotte, Fritz und Miriam [sic!] Hirsch emigrierten im November 1940 nach Brasilien. / Isidor Baron und Käthe Ziegelstein starben hier. / In das Ghetto Warschau oder in das Konzentrationslager / Theresienstadt wurden 1942/43 deportiert: / Amalie und Luise Baron, Franziska Deppe, Rosa Falk, Lina Nachod, / Fritz, Moses und Rosa, Anna und Robert Weil.“

### Hagenbrücke 6/7
(⊙)
Eigentümerin des mehrstöckigen Fachwerkhauses war Betty Moise, geb. Wirth (geb. 1893 im galizischen Perehińsko), Witwe des 1931 verstorbenen Janku Moise, Inhaberin eines Textilgeschäftes. Nachdem ihr auf Grundlage der Verordnung zur Ausschaltung der Juden aus dem deutschen Wirtschaftsleben vom 12. November 1938 die Fortführung des Unternehmens untersagt war, arbeitete sie kurzzeitig als Hausangestellte, emigrierte dann aber 1939 zusammen mit ihrer Tochter Paula (geb. 30. Juli 1928 in Braunschweig) und den Söhnen Manfred (geb. 29. September 1925 ebd.) und Jacob (geb. 18. April 1931 ebd.) nach England.
Anna Landauer, ursprünglich wohnhaft Am Gaußberg 1, wohnte 1943 Hagenbrücke 6/7. Da sie sich nicht mehr richtig um sich selbst kümmern konnte, folgte ihr ihr Sohn Kurt, um sie zu betreuen. Kurt Landauer (geb. 2. April 1885 in Braunschweig; gest. 16. März 1943 ebd.), war getauft und seit dem 5. Januar 1921 mit der Christin Gertrud, geb. Fricke (* 23. Juni 1895 in Braunschweig; † 19. Juni 1975 in Bad Neuenahr), Tochter von Robert Fricke, dem Rektor der Technischen Hochschule Braunschweig verheiratet. Sie hatten drei Kinder: Rolfpeter, Ellinor und Gerd. Da Kurt Landauer, getauft und mit einer Christin verheiratet, handelte es sich nach NS-Ideologie um eine sogenannte „privilegierte Mischehe“. Kurt Landauer wäre somit, zumindest bis 1944, vor Repressalien und Deportation geschützt gewesen und hätte mit Frau und Kindern weiterwohnen können. Da er sich aber nach der Zwangsauflösung seines Geschäftes und anschließender Arbeitslosigkeit in einer für ihn aussichtslosen Situation befand, beging er zwei Tage nach dem Suizid seiner Mutter ebenfalls Suizid.
Ebenfalls lebten in diesem Haus mehr oder weniger lang bis zu ihrer Emigration oder Deportation: Wilhelm Altmann (geb. 1882 in Pleschen, Inhaber eines Damenbekleidungsgeschäftes und Vorsitzender des Reichsbundes jüdischer Frontsoldaten in Braunschweig, wanderte am 26. Juli 1941 nach Kuba aus), Martha Altmann, geb. Meyer (geb. 21. Juni 1890 in Salzgitter, gest. 3. August 1940 in Braunschweig), Sidonie Cohn (1943 nach Theresienstadt deportiert), Julius Falkenstein (geb. 1864, ehemals Mitinhaber der väterlichen Firma Falk Falkenstein, Brabandtstraße 2, 1943 nach Theresienstadt deportiert, wo sich seine Spur verliert), Sally Friedmann (geb. 1904 in Grajewo, Mitinhaber der Pferdehandlung Friedmann und Rauchmann, Kuhstraße, 1942 nach Warschau deportiert, wo sich seine Spur verliert), Georg und Paula Heller-Pollack (1942 nach Warschau deportiert), Willy, Ruth und Thea Krause (1942 nach Warschau deportiert), Leopold Stern (1942 nach Theresienstadt deportiert), Jacob und Minna Wirth (1939 in die Niederlande ausgewandert, 1942 in das KZ Auschwitz deportiert), Leib Wirth (Schicksal unbekannt), Wilhelm, Rosa, Rolf, Silvia, Rita, Manfred, Lea, Esther Laiter (waren alle zuvor Mieter im Gebäude, wurden 1942 alle nach Warschau deportiert), Michael Wolfson (1942 in das KZ Auschwitz deportiert), Jacob, Max und Malka Mahr, geb. Bergwerk sowie Jacob, Leib und Deborah Wirth (1933 nach Polen ausgewandert), alle drei Geschwister von Betty Moise.
An der Stelle des während eines Bombenangriffes zerstörten Gebäudes steht heute ein modernes Wohnhaus.

### Hamburger Straße 298
(⊙)
Dass das Gebäude Hamburger Straße 298 ein „Judenhaus“ gewesen sein soll, ist lediglich durch Reinhard Beins Widerstand im Nationalsozialismus sowie Ulrike Puvogels und Martin Stankowskis Gedenkstätten für die Opfer des Nationalsozialismus belegt.
Das Gebäude wurde von der Familie Hoffmann bewohnt. Die Familie bestand aus vier Personen: Siegmund Hoffmann (geb. 19. Februar 1883 in Prachnik Bialy, Galizien, gest. im KZ Auschwitz, am 8. Mai 1945 für tot erklärt) war Kaufmann und Inhaber der Likörfabrik L. Schidlowsky auf demselben Grundstück. Hoffmann war nach dem Ersten Weltkrieg als Mitarbeiter in das Unternehmen seines Schwiegervaters Leo Schidlowsky (1850–1929) eingetreten und hatte es schließlich übernommen.
Siegmund Hoffmann wurde am 11. Juli 1942 zusammen mit seiner Ehefrau in ein Ghetto im Osten deportiert. Seine Ehefrau Anna Lina, geb. Schidlowsky (geb. 29. November 1884 in Rastenburg, Ostpreußen; gest. im KZ Auschwitz, am 8. Mai 1945 für tot erklärt), hatte er 1913 kennen gelernt und war für sie nach Braunschweig gezogen. Sie hatten zwei Kinder. Die Tochter Ursula, verheiratete Proskauer (geb. 27. März 1914 in Braunschweig, gest. 4. März 1943 im KZ Auschwitz). 1938 war sie Berlin gezogen, wo sie Kurt Proskauer (geb. 29. Juni 1905 in Hirschberg; gest. 4. März 1943 im KZ Auschwitz) geheiratet hatte. Das Paar wurde zunächst von Berlin in das Ghetto Litzmannstadt deportiert und anschließend nach Auschwitz.
Der Sohn Hans-Wolfgang (geb. 6. Januar 1920 in Braunschweig) ging im April 1937 in ein jüdisches Schulungslager nach Spreenhagen östlich von Berlin und absolvierte dort eine Ausbildung zum Sportlehrer. Anschließend arbeitete er bis 1939 als Lehrer an der Höheren Schule der israelitischen Synagogengemeinde Berlin, von wo aus er am 2. April 1939 nach England emigrierte. Bei Kriegsausbruch wurde er dort als „feindlicher Ausländer“ interniert und nach Kanada abgeschoben, wo er 1945 nach Montreal entlassen wurde.
Von Kanada aus stellte Hans-Wolfgang Hoffmann 1947 als einziger Überlebender seiner Familie einen Antrag auf Wiedergutmachung des durch die widerrechtliche Enteignung des vom Krieg weitestgehend unbeschädigten Gebäudekomplexes sowie der Handelsgesellschaft L. Schidlowsky & Co. Hamburger Straße 298.

### Hennebergstraße 7
(⊙)

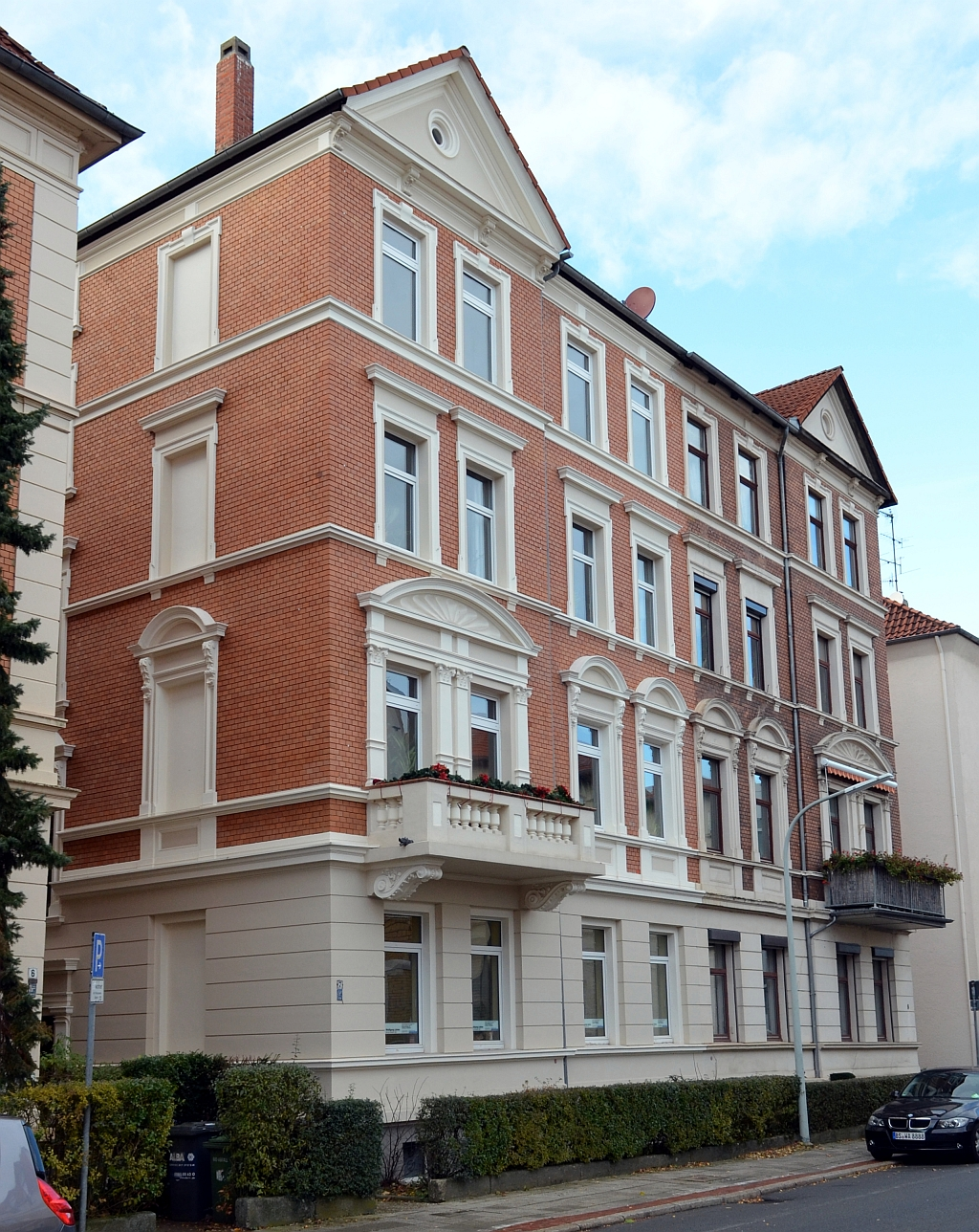
Ehemaliges „Judenhaus“ Hennebergstraße 7 (vordere Gebäudehälfte) im Jahre 2012

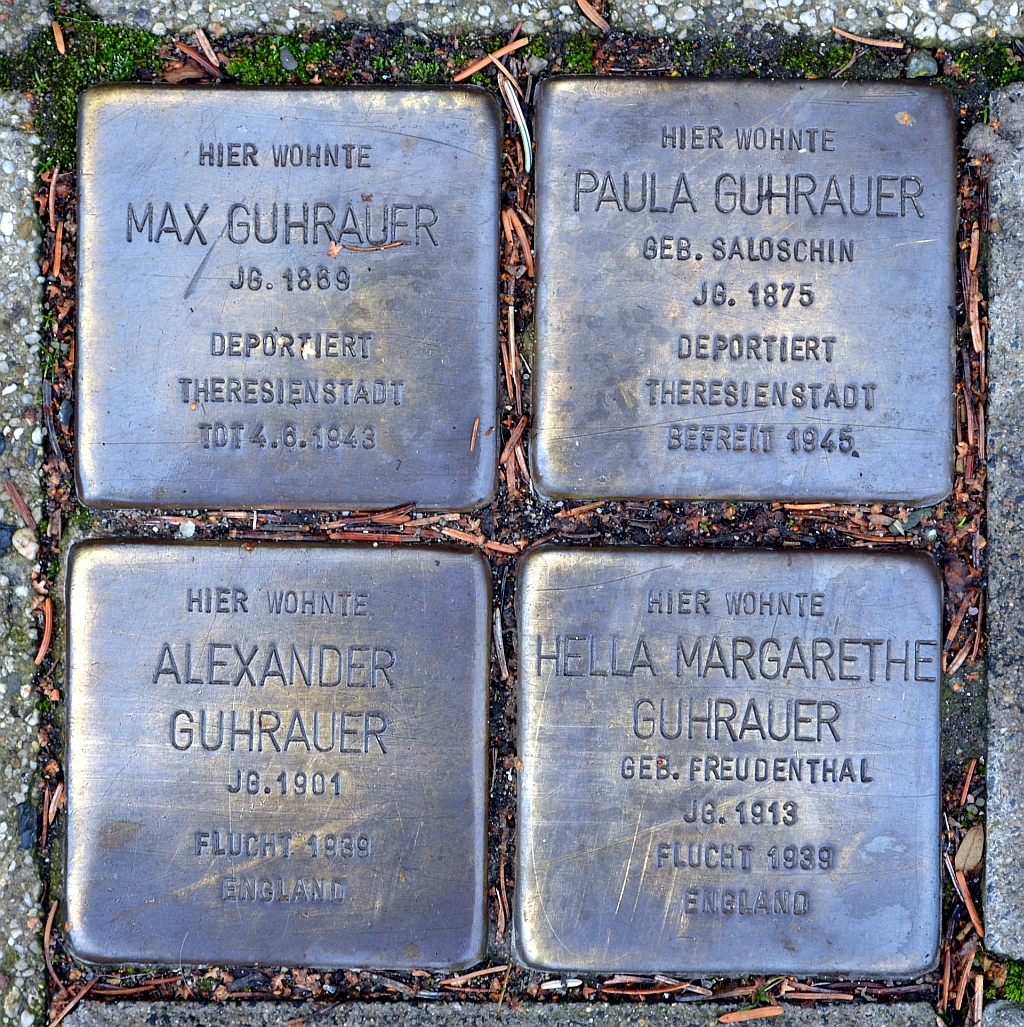
Stolpersteine für vier Mitglieder der Familie Guhrauer, Hennebergstraße 7 (2012)

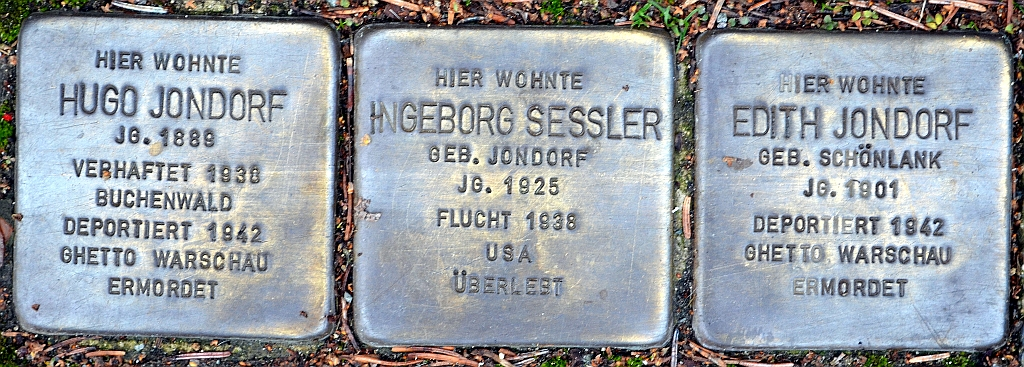
Stolpersteine für drei Mitglieder der Familie Jondorf, Hennebergstraße 7 (2012)

Das vierstöckige Wohnhaus wurde 1894 errichtet und steht noch heute. 1921 wurde es vom Kaufmann und Weltkriegsveteran Hugo Jondorf (geb. 17. Juni 1885 oder 1889 oder 1895 in Nürnberg, gest. im Warschauer Ghetto oder in einem KZ, am 8. Mai 1945 für tot erklärt) und dessen Schwiegervater Eugen Schönlank (geb. 25. März 1873 in Eberswalde; gest. 4. Juni 1933 in Braunschweig) gekauft. Jondorf war der letzte stellvertretende Vorsteher der jüdischen Gemeinde Braunschweig vor 1945. Er hatte während des Ersten Weltkrieges das Eiserne Kreuz 2. Klasse erhalten und glaubte deshalb vor der Verfolgung sicher zu sein. Obwohl er vom 11. November bis 15. Dezember 1938 im KZ Buchenwald einsaß und nach seiner Freilassung aufgrund der „Verordnung zur Ausschaltung der Juden aus dem deutschen Wirtschaftsleben“ nur noch als Arbeiter tätig sein durfte, blieb er in Braunschweig und lebte im Haus zusammen mit seiner Ehefrau Edith, geb. Schönlank (geb. 27. Juni 1901 in Braunschweig) bis zu ihrer Deportation in das Warschauer Ghetto am 31. März 1942, wo sich ihre Spur verliert.
Mitte 1939 machte sich das Ehepaar Jondorf daran, nach Südafrika zu emigrieren, wo bereits Verwandte lebten. Die dafür notwendigen Ausreisepapiere hatten sie erhalten, sämtlicher Hausrat war verkauft, das Ehepaar befand sich auf dem Ausreiseschiff in Bremerhaven. Es war der 1. September 1939, der 1. Tag des Überfalls auf Polen und damit der Beginn des Zweiten Weltkrieges. Das Schiff durfte deshalb den Hafen nicht verlassen, alle Passagiere mussten nach Hause zurückkehren. Als die Jondorfs wieder in der Hennebergstraße 7 ankamen, war ihre Wohnung bereits zwangsweise vom ebenfalls jüdischen Ehepaar Guhrauer belegt worden, sodass die Eheleute Jondorf eine Etage höher, in ein Zimmer der Wohnung der Schwiegermutter Hugo Jondorfs, Elsbeth Schönlank, geb. Wenning (geb. 4. Mai 1878 in Magdeburg, gest. 9. April 1967 in Johannesburg, Südafrika), einer Christin, einziehen mussten. Das Ehepaar Jondorf wurde am 31. März 1942 in das Ghetto Warschau deportiert, wo sich seine Spur verliert.
Ingeborg Jondorf (geb. 14. April 1925 in Braunschweig, gest. 15. Oktober 1964 in Johannesburg, Südafrika), einziges Kind der Jondorfs, emigrierte am 8. Dezember 1938 zu ihrem Onkel Arthur Schönlank (geb. 27. Oktober 1899 in Braunschweig) nach New York. Das Haus ging daraufhin durch entschädigungslose Enteignung in das Eigentum des Landes Braunschweig über. Nach Kriegsende restituierte das 1946 neu geschaffene Land Niedersachsen als Rechtsnachfolgerin des ehemaligen Landes Braunschweig das Haus an „Fräulein Ingeborg Jondorf in Staten Island, New York“. 1952 wanderte sie nach Johannesburg aus, wo Gerhard Schönlank (geb. 5. September 1905 in Braunschweig), ein anderer Onkel lebte. Sie heiratete dort Adolf Sessler (geb. 3. September 1908, gest. 23. Oktober 1964).
Weitere Hausbewohner waren: Iwan Ries (geb. 17. Dezember 1867, gest. 2. März 1937 in Braunschweig) betrieb ein Fahrradgeschäft in der Friedrich-Wilhelm-Straße 18 und war gleichzeitig Generalvertreter für Phoenix Nähmaschinen. Er war verheiratet mit Anna, geb. Saalfeld (geb. 24. August 1876, in Dargun, gest. 2. März 1957 in South Bend, Indiana, USA). Ihre Söhne Hans (geb. 1907 in Braunschweig) und Rolf (geb. 1914 in Braunschweig) waren 1939/40 über England in die USA emigriert.
Max Guhrauer (geb. 13. April 1869 in Schreiberhau, Niederschlesien; gest. 4. Juni 1943 im KZ Theresienstadt) war der letzte Vorsteher der jüdischen Gemeinde Braunschweig vor 1945 und „Vertrauensmann Braunschweig“ der „Verwaltungsstelle Hannover Ahlem“ der „Bezirksstelle Nordwestdeutschland Hamburg“ der „Reichsvereinigung der Juden in Deutschland“. Vor 1933 war er zusammen mit Hermann Saloschin (geb. 5. Juli 1870 in Kosten; gest. 19. Februar 1945 [Suizid] in Braunschweig) Inhaber einer Seifen- und Gummiwaren-Großhandlung in der Schützenstraße 37. 1939 wurde er zusammen mit seiner Ehefrau Paula, geb. Saloschin (geb. 6. Januar 1875 in Kosten; gest. 29. Mai 1968 in Hannover) und Schwester seines Geschäftspartners gezwungen, im Haus Hennebergstraße 7 zu wohnen. 1942 musste das Ehepaar in das „Judenhaus“ Neuer Weg 9 umziehen. Am 16. März 1943 wurde das Ehepaar in das KZ Theresienstadt deportiert, wo Max Guhrauer bereits einige Wochen später an Entkräftung starb. Paula Guhrauer überlebte und kehrte am 14. Juni 1945 nach Deutschland zurück. Von 1947 bis 1952 lebte sie bei ihrem Sohn in England, kehrte dann aber wieder nach Deutschland zurück. Sie lebte zuletzt in einem jüdischen Altenheim in Hannover, wo sie 1968 starb. Ihr Sohn Alexander (geb. 11. August 1901 in Braunschweig) war Kaufmann und emigrierte 1939 nach England. Während des Krieges diente er in der Britischen Armee und war nach Kriegsende als Besatzungsoffizier in Deutschland. Alexander  war verheiratet mit der Jüdin Hella, geb. Freudenthal (geb. 1. Mai 1913 in Braunschweig), einziges Kind von Iwan Freudenthal, bis 1931 Direktor der Braunschweiger Panther Fahrradwerke. 1939 wanderte Hella Guhrauer zusammen mit ihrem Ehemann nach England aus.
2006 wurden „Stolpersteine“ für sieben Personen der Familien Guhrauer und Jondorf vor dem Haus verlegt.

### Höhe 3
(⊙)

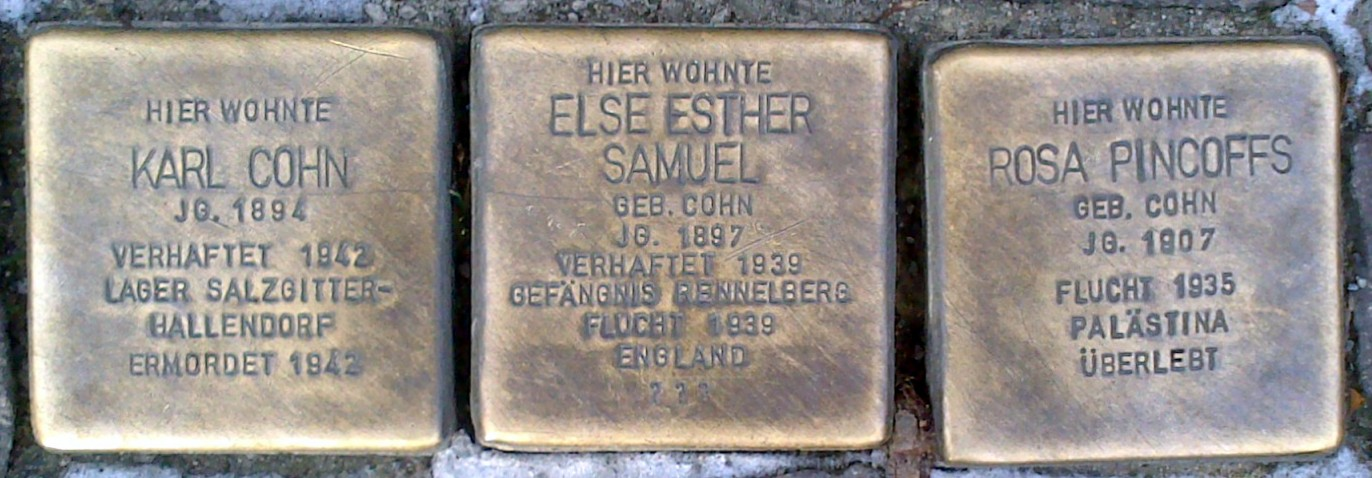
Stolpersteine für drei Mitglieder der Familie Cohn, Höhe 3 (2012)

Karl Cohn (geb. 1894 in Leipzig, gest. 1942 im Lager 21) arbeitete im Weiß- und Wollwarengeschäft seiner Schwester Else (geb. 1897 in Braunschweig; gest. in England, am 8. Mai 1945 für tot erklärt), verheiratet mit Josef Samuel, geschieden 1930. Else Cohn war Inhaberin eines Weiß- und Wollwarengeschäftes in ihrem Wohnhaus. 1939 wurde sie zwei Mal verhaftet und saß im Gefängnis Rennelberg ein. Im Herbst des Jahres emigrierte sie nach England, wo sich ihre Spur 1940 verliert. Sie kam vermutlich bei einem Bombenangriff auf London ums Leben.
Rosa Cohn (geb. 1907 in Braunschweig), verheiratete Pincoffs, war Mitinhaberin des Geschäftes ihrer Schwester Else. Sie emigrierte 1935 nach Palästina.
An der Stelle des während eines Bombenangriffes zerstörten Gebäudes steht heute ein modernes Wohnhaus.

### Meinhardshof 3
(⊙)
Das vierstöckige Fachwerkhaus wurde im 15. Jahrhundert erbaut. Das Gebäude wurde, wie die gesamte Bebauung des Meinhardshofs, während des Zweiten Weltkrieges, insbesondere durch den schwersten Bombenangriff auf Braunschweig am 15. Oktober 1944, zerstört.
Eigentümer war Familie Kohn, bestehend aus dem Kaufmann Isidor Kohn (geb. 1882 in Botoschan, Rumänien) und seine Ehefrau Esther, geb. Nadler (geb. 1882 in Botoschan). Isidor Kohn war Inhaber eines Kurz- und Textilwarengroßhandels im Meinhardshof 3. 1933 reiste er zusammen mit seinen Zwillingssöhnen Solman und Laser (geb. 1922) nach Palästina in Sicherheit und blieb dort. Seine Frau führte derweil das Geschäft zusammen mit Sohn Albert (geb. 1913 in Braunschweig) weiter. In der Pogromnacht vom 9. auf den 10. November 1938 wurde das Geschäft vollkommen verwüstet und Albert kurzzeitig im KZ Buchenwald interniert.
Nachdem 1939 ein Treuhänder als Geschäftsführer eingesetzt worden war, reisten Esther und Albert Kohn nach Palästina zum Rest ihrer Familie.
Nuchim Festberg (geb. 18. August 1888 in Schönwalde, Russisch-Polen, gest. im Warschauer Ghetto oder in einem KZ, am 8. Mai 1945 für tot erklärt), kam 1917 von Holzminden nach Braunschweig. Er war zusammen mit seinem Geschäftspartner Salomon Nadler Mitinhaber der Firma Manufakturwarenhandlung N. Festberg, eines Herren-Konfektionsgeschäftes im Haus Altstadtmarkt 5 und wohnte Kohlmarkt 7. 1940 musste er in das „Judenhaus“ Meinhardshof 3 umziehen und durfte nur noch als Arbeiter tätig sein. Er wurde am 31. März 1942 zusammen mit seiner Frau Erna-Ella (geb. 15. September 1890 in Braunschweig, gest. im Warschauer Ghetto oder in einem KZ, am 8. Mai 1945 für tot erklärt), geb. Bluth, geschiedene Mosberg, in das Warschauer Ghetto deportiert. Paula Festberg (geb. 20. Januar 1910 in Rubiescow, Russisch-Polen), Tochter Nuchim Festbergs aus dessen erster Ehe mit Ella Hüdis (gest. um 1918), kam 1922 nach Braunschweig, wechselte aber anschließend sehr häufig den Wohnort, ging schließlich 1933 zunächst nach Holland, heiratete 1934 in Amsterdam Mathes Reiter und emigrierte dann nach Palästina. Alfred Festberg (geb. 10. Juli 1921 in Braunschweig), Sohn aus zweiter Ehe, emigrierte 1937 nach Australien.
Auch Jenny Davidson (geb. 6. November 1863 in Hildesheim; gest. 16. März 1943 in Braunschweig) wohnte im Haus Meinhardshof 3. Am 16. März 1943, dem Tag, an dem ältere Juden aus Braunschweig in das KZ Theresienstadt deportiert werden sollten, nahm sie sich das Leben. Am 22. März wurde ihr Leichnam eingeäschert. Ein Grab ist nicht bekannt, wahrscheinlich wurde sie, wie andere jüdische Selbstmörder, anonym bestattet.
An der Stelle des während eines Bombenangriffes zerstörten Gebäudes befindet sich heute eine mehrspurige Straße.

### Neuer Weg 9
(⊙)

Stolpersteine für Familie Rechtschaffen

Abraham Schipper (geb. 1893 in Żołynia, Galizien, gest. im KZ Auschwitz, am 8. Mai 1945 für tot erklärt) war Kaufmann und hatte sein Geschäft Meinhardshof 7. Am 4. Juli 1939 emigrierte er nach Brüssel in Belgien, wurde aber 1942 von deutschen Truppen in das SS-Sammellager Mechelen deportiert und schließlich in das KZ Auschwitz, wo er ermordet wurde. Seine Ehefrau Rosa, geb. Munz (geb. 1895 in Rożniatów, Galizien, gest. im KZ Auschwitz, am 8. Mai 1945 für tot erklärt) teilte sein Schicksal. Die Kinder Bernhard (geb. 1919 in Braunschweig), Heinrich (geb. 1921 in Braunschweig) sowie dessen Zwillingsschwester Paula, verheiratete Schönewald, emigrierten 1939 zunächst in verschiedene europäische Länder, dann in die USA (beide Brüder) bzw. nach Palästina.
Im selben Haus wohnte auch die Familie Rechtschaffen. Sie bestand aus vier Personen: Simon Rechtschaffen (geb. 1897 in Perehinske, Galizien, gest. im KZ Auschwitz, am 8. Mai 1945 für tot erklärt), war Kaufmann und Inhaber eines Manufakturwarengeschäftes in der Straße Höhe 29. Er wurde am 28. Oktober 1938 nach Żołynia abgeschoben. Sein letztes Lebenszeichen zusammen mit seiner Frau Adele stammt von dort. Es ging 1941 an die beiden Kinder. Adele Rechtschaffen, geb. Schipper (geb. 1896 in Żołynia, Galizien, gest. im KZ Auschwitz, am 8. Mai 1945 für tot erklärt) war die Ehefrau von Simon. Sie hatten die gemeinsamen Kinder Siegmund (geb. 1924 in Braunschweig) und Rose (geb. 1925 in Braunschweig). Beide Kinder wurden mit ihren Eltern nach Żołynia abgeschoben. Siegmund, der sich später Shalom Jeshurum nannte, gelangte am 5. Januar 1939 mit einem Kindertransport nach England, von wo aus er später nach Palästina emigrierte. Rose, später verheiratete Klinger, kam von Żołynia nach Warschau, wo sie bis 1941 im Untergrund lebte. Mit einem Jugendtransport gelangte sie schließlich nach dreijähriger Irrfahrt über Litauen, Russland und die Türkei ebenfalls nach Palästina.

### Wendenstraße 2
(⊙)

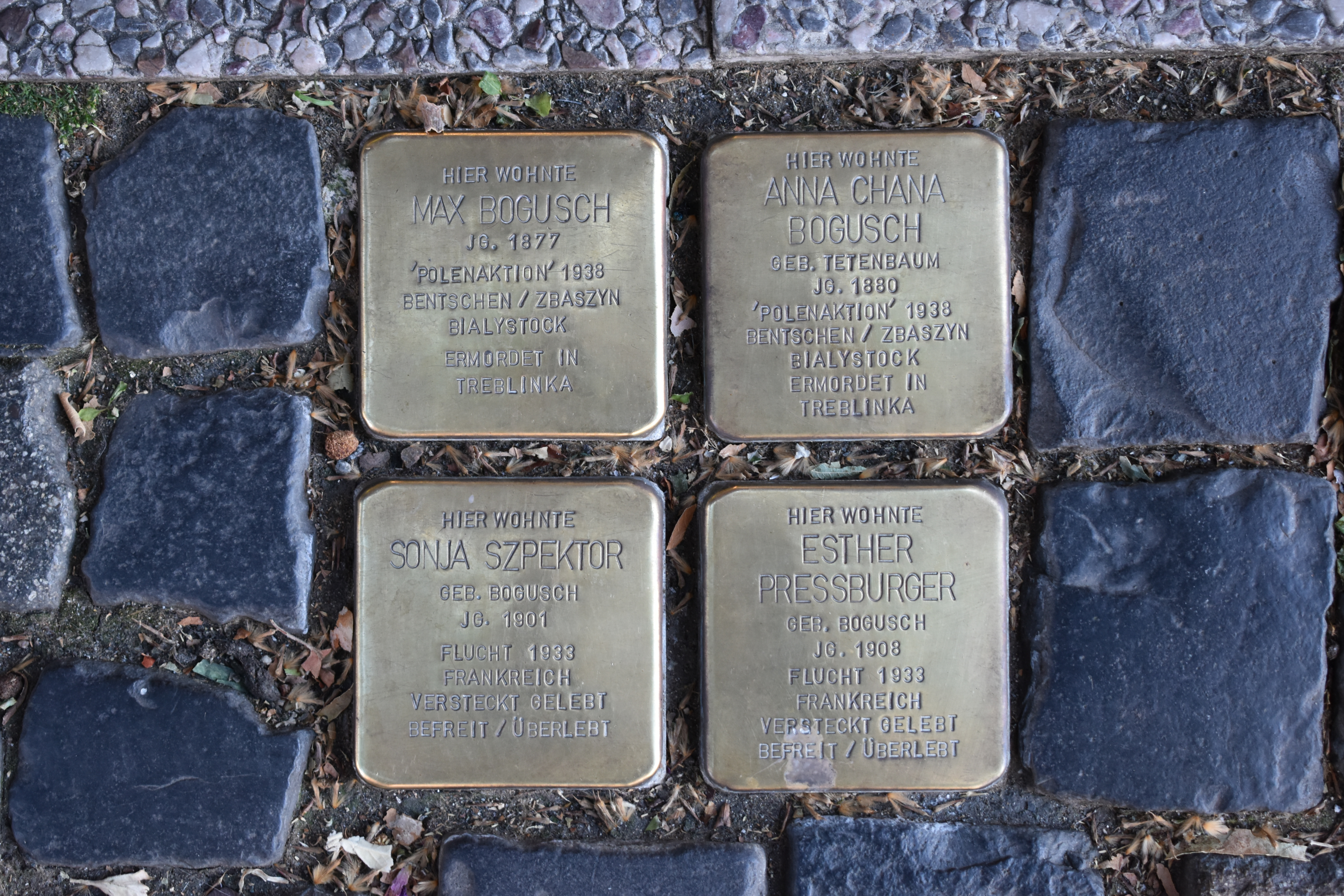
Wendenstraße 2

Dass das Gebäude Wendenstraße 2 ein „Judenhaus“ gewesen sein soll, ist lediglich durch Reinhard Beins Widerstand im Nationalsozialismus sowie Herbert Obenaus’ Historisches Handbuch der jüdischen Gemeinden in Niedersachsen und Bremen belegt.
Das Gebäude wurde von der Familie Bogusch bewohnt. Sie bestand aus Max Bogusch (geb. 1877 in Grajewo, gest. im Vernichtungslager Treblinka, am 8. Mai 1945 für tot erklärt). Während der Novemberpogrome 1938 wurde er am 10. November zusammen mit seiner Ehefrau Anna verhaftet und anschließend in das Lager Neu Bentschen abgeschoben. Anna Bogusch, geb. Tetenbaum (geb. 1881 in Polen, gest. im Vernichtungslager Treblinka, am 8. Mai 1945 für tot erklärt). Beide hatten zwei Töchter. Sara Zalka, verheiratete Szpektor (geb. 1901 in Grajewo). Sie war Schneiderin und emigrierte am 27. Mai 1933 nach Frankreich. Estera-Malka, verheiratete Preßburger (geb. 1908 in Grajewo) war Schneidermeisterin mit eigenem Atelier. Sie emigrierte am 29. Mai 1933 ebenfalls nach Frankreich. Zwischen Juli 1942 und August 1944 lebte sie in Paris bei einer Freundin versteckt vor den Deutschen. Ihr Ehemann Josef Preßburger wurde am 24. Juni 1942 in das KZ Auschwitz deportiert, wo er umkam.
Beide Töchter überlebten den Holocaust. An der Stelle des während eines Bombenangriffes zerstörten Gebäudes steht heute ein modernes Wohnhaus.

## Deportation der Hausbewohner
Die Bewohner der Braunschweiger „Judenhäuser“ wurden ab 1942 nach für nach in Zwangsarbeitslager, Ghettos oder Konzentrationslager deportiert, wo die meisten den Tod fanden. Die erste Deportation von „Judenhaus“-Bewohnern fand am 21. Januar 1942 statt, die letzte wahrscheinlich im Mai 1943. „Zahlenmäßig relevant“ waren jedoch nur vier, darunter die zwei mit den höchsten Personenzahlen aus Braunschweig: 47 Personen, meist ganze Familien, wurden am 31. März 1942 in das Warschauer Ghetto deportiert. Von ihnen überlebte niemand. Am 16. März 1943 sollten 33 alte oder allein stehende Personen in das KZ Theresienstadt deportiert werden. Drei von ihnen begingen vor dem Abtransport Suizid; von den restlichen 30 überlebten nur zwei.

### Liste aller Deportationen von Braunschweiger Juden
1. 21. Januar 1942, Ziel: Ghetto Riga[76]
2. 31. März 1942, Ziel: Warschauer Ghetto
3. 11. April 1942, Ziel: „in den Osten“, vermutlich Warschauer Ghetto[77]
4. 6. Juli 1942, Ziel: KZ Theresienstadt
5. 11. Juli 1942, Ziel: KZ Auschwitz - Zielort nicht gesichert[78]
6. 24. Juli 1942, Ziel: KZ Theresienstadt
7. 3. Oktober 1942, Ziel: „in den Osten“
8. 2. März 1943, Ziel: Auschwitz[79]
9. 16. März 1943, Ziel: KZ Theresienstadt (für „alte“ Juden)
10. Mai 1943, Ziel: „in den Osten“
11. November 1943, Ziel: „in den Osten“
12. 15. November 1944, Ziel: Arbeitslager Blankenburg (für „privilegierte Juden“)
13. 25. Februar 1945, Ziel: KZ Theresienstadt